# Седемте Ноеви заповеди
Седемте Ноеви заповеди (на иврит: שבע מצוות בני נח‎, Шева Мицвот Бней Ноах) или Седемте Ноеви закона формират главната част от Ноевия кодекс.
Това е набор от морални наредби, записани в Тора /в християнската библия това е част от т.нар. Стар завет/, които според устната Тора (Талмуд), Бог дал на синовете на Ной, т.е. на цялото човечество Библия – Битие 6:18 "Но с теб ще поставя завета Си ." Съгласно еврейската религия, всеки неевреин, който изпълнява тези закони, защото са дадени от Бог чрез Мойсей на планината Синай, като част от Мойсеевия закон (Тората), е в категорията на праведните неевреи и ще бъде съживен заедно с останалите праведници, за да получи за награда вечен живот – дял в идния свят Олам Аба . Хората, спазващи тези закони с горепосочената мотивация са често наричани Бней Ноах (Синове на Ной) или Ноахиди.

## Седемте Ноеви закона[3]
1. забрана на идолопоклонничеството;
2. забрана на богохулството;
3. забрана на убийството;
4. забрана на кражбата;
5. забрана на определени сексуални връзки;
6. забрана на яденето на месо, взето от животно, което е още живо;
7. задължението да се основат справедливи съдилища.

Всяка от тези заповеди включва редица детайли , които също са били предадени от Бог на Мойсей в рамките на Устната Тора.
Седемте Ноеви Закона се състоят от шест заповеди, дадени на първия човек Адам в деня на създаването му в Еденската градина (според горната номерация заповеди 1,2,3,4,5,7) и от една заповед, дадена на Ной и потомството му след Всемирния потоп (заповед 6 Забраната на ядене на месо от живо животно (Ейвер Мин ХаХай). Според библията (Берешит-Битие гл. 6 и гл.9) тези заповеди и заветът са потвърдени от Господ с Ной и потомците след него  Архив на оригинала от 2016-06-29 в Wayback Machine.. Според Талмуда, трактат „Санхедрин“ гл. 7, всичките 7  Закона са закодирани в един стих от Еврейската Библия – Битие 2:16. Престъпването на определени аспекти от тези заповеди, освен в духовния свят се наказва и в обществото. Много от тези закони са залегнали в основата на Наказателните кодекси на светските държави по света. Според някои вярвания, ако Неевреин бъде принуден чрез реална смъртна заплаха да престъпи някоя от 7те Ноеви Заповеди, той (тя) има право да престъпи всяка една от тези заповеди, с изключение на забраната на убийство. 

## Някои въпроси относно забраната на идолопоклонничеството
Под идолопоклонничество (Евр. „Авода зара“ – „Чуждо служение“) Еврейската Тора разбира всяко обожествяване или служение на каквото и да е нещо (въображаемо или реално – човек, природна сила, ангел, демон, идея и.т.н.), освен на Единия Бог, Създател на вселената. Самата вяра, че във вселената съществува нещо, което не зависи от Бог във всеки един момент, е забранена за Евреи. Според някои източници, на Неевреи не е забранено да вярват, че във вселената съществува такава единица, която е независима от Бог (макар такова вярване да е погрешно), но според всички мнения е забранено да се почита или да се служи на такава единица (Евр. „Шеетув“. „Партньор“ (на Бог)). Положителните аспекти на заповедта включват вярата в съществуването на Единия и Неделим Всемогъщ Господ Бог, Създател и Господар на вселената, готовността да се спазва волята Му, отправянето на молитви към Него.
Човек, извършил определени действия, които представляват престъпване на забраната на идолопоклонничеството Библия – Второзаконие 32 глава, подлежи на смъртно наказание. Това са следните действия :
- Служене на идол по традиционния за поклонниците му начин[9] (например хвърляне на камък по идола Меркулис, уриниране пред идола Пеор и т.н.).
- Служене на идол с едно от четирите специфични служения, изпълнявани в Еврейския Храм и резервирани само за Бог[10] Левит[]:

1. Покланяне (Библия, Изход 20:5)
2. Заколение на жертвоприношение (Библия, Второзаконие 39:17)
3. Горене на благовония (Библия, Изход 23:24)
4. Излияние на течност, напр. вино, вода и т.н. (Изход 30:9)

Някои други действия също представляват нарушение на забраната на идолопоклонничество, или произтичат от нея, но не носят след себе си смъртно наказание. Такива са напр.:
- Изработване[11], притежание или продажба[12] на идоли (статуи или изображения на идоли), 135 Псалм, Еремия 10 глава
- Иработване (дори и с цел украса)[13] на триизмерни статуи с правилни пропорции на хора или ангели.
- Засаждане на дърво или дъбрава с цел идолопоклонничество (Евр. „Ашера“) (Исая 44:10 – 20)[14]
- Издигане на колона[15] или обелиск[16] с религиозна цел (Езекил гл. 20)
- Практикуване на магия, гадателство, заклинателство, некромантия [17] и др. Библия Левит 20 гл. .
- Подпомагане на идолопоклоннци в действията им
- Полагане на клетва или обет в името на идол[18]
- Създаване на нова религия[19]

Положителните измерения на тази заповед са задължението на човек да уважава Бог и имената Му, както и да се бои от Него. Отрицателните аспекти на заповедта включват действия, които водят след себе си смъртно наказание, както и действия, които не се наказват със смърт, но също подлежат на наказание от Бог, защото представляват сериозни грехове.
- Човек, който прокълне на глас[20] експлицитното Четирибуквено Име на Бог[21] (Тетраграматон – състоящ се от Еврейските букви: י,ו,ה, ה и произнасяно като „А'донай“) със самия Тетраграматон или с някое от т.нар. „свети“ Имена на Бог на Еврейски  Архив на оригинала от 2016-04-24 в Wayback Machine.: Ай'л, Е'лохим, Е'лоха, Ша'дай, Цва'от, Ехе'ие, Й'а,[22] или с някое от т.нар. „атрибутивни“ Имена на Бог (имена, с които хората описват Бог на какъвто и да е език[23] напр. „Милосърдният“, „Създателят“ и т.н.) подлежи на смъртно наказание.

Сред действията, които също са забранени, но не се наказват със смъртно наказание са:
- Произнасяне на клетва срещу Бог по различен от гореописания начин.[24]
- Изтриване или унищожаване на повърхности, на които трайно е написан Тетраграматонът или някое от светите Имена на Бог, както и самото произнасяне или изписване[25] на тези имена без уважителна причина.
- Изтриване или унищожаване[26] на страници от Еврейската Библия, Еврейски молитвеници и друга Еврейска религиозна литература.
- Произнасяне на Имена на Бог[27], както и отправяне на молитви към Него, и внасяне (без подходяща опаковка) на Еврейски религиозни книги или повърхности, на които са написани Имена на Бог на неподходящи за това места (напр. бани, тоалетни, в близост до хора с непокрити гениталии, в близост до изпражнения, по места с неприятна миризма и т.н.)[28].
- Произнасяне на лъжлива или и на напразна клетва, обет или обещание в името на Бог[29].и др.

Според канона на Православното християнство, хулата срещу Божието име също е забранена и води до духовна смърт.

## Някои въпроси относно забраната на причиняване на убийство и нараняване
Тази заповед също включва няколко аспекта, престъпването на част от които се наказва със смърт. Основният източник в Библията за тази заповед към потомците на Ной е стихът Битие 9:5 – 6  Архив на оригинала от 2016-06-29 в Wayback Machine.
- Човек, който умишлено причини смъртта на друг човек директно (чрез собствената си сила[31]) или индиректно (поставяйки жертвата в ситуация, в която смъртта е неизбежна) подлежи на смъртно наказание[32]. Същото важи и ако смъртта на жертвата е причинена неумишлено, но в условията на груба небрежност. Няма значение дали жертвата е мъж, жена, дете, смъртно болен (или смъртно ранен, но още жив) човек или нероден ембрион в утробата на майката (след 30-ия ден от оплождането). От гореизброеното следва, че извършването на евтаназия или аборт се причисляват към греха на убийството. Самоубийството е също форма на убийство и е забранено, тъй като според Тората тялото на човека е собственост на Бог.

Следните действия също представляват нарушения на забраната на убийството, но не се наказват със смърт:
- Причиняване на физическо нараняване или вреда [33]
- Поставяне на чужд (или на собствения живот) в опасност[34]
- Нараняване на собственото тяло[35] без уажителна причина
- Причиняване на морални и емоционални щети, унижение и болка на друг човек  Архив на оригинала от 2016-10-01 в Wayback Machine.[36]
- Разпространяване на клюки и лоши слухове по адрес на друг човек [37]
- Изливане[38] на мъжката семенна течност извън контекста на позволен хетеросексуален полов контакт[39].

Положителни аспекти на забраната на убийството са задължението да се предприемат всички възможни действия за съхраняване на здравето и спасяването на застрашен човешки живот (свой или чужд), дори с цената на умъртвяване на човек, застрашаващ живота на друг.